# Gestellförderung

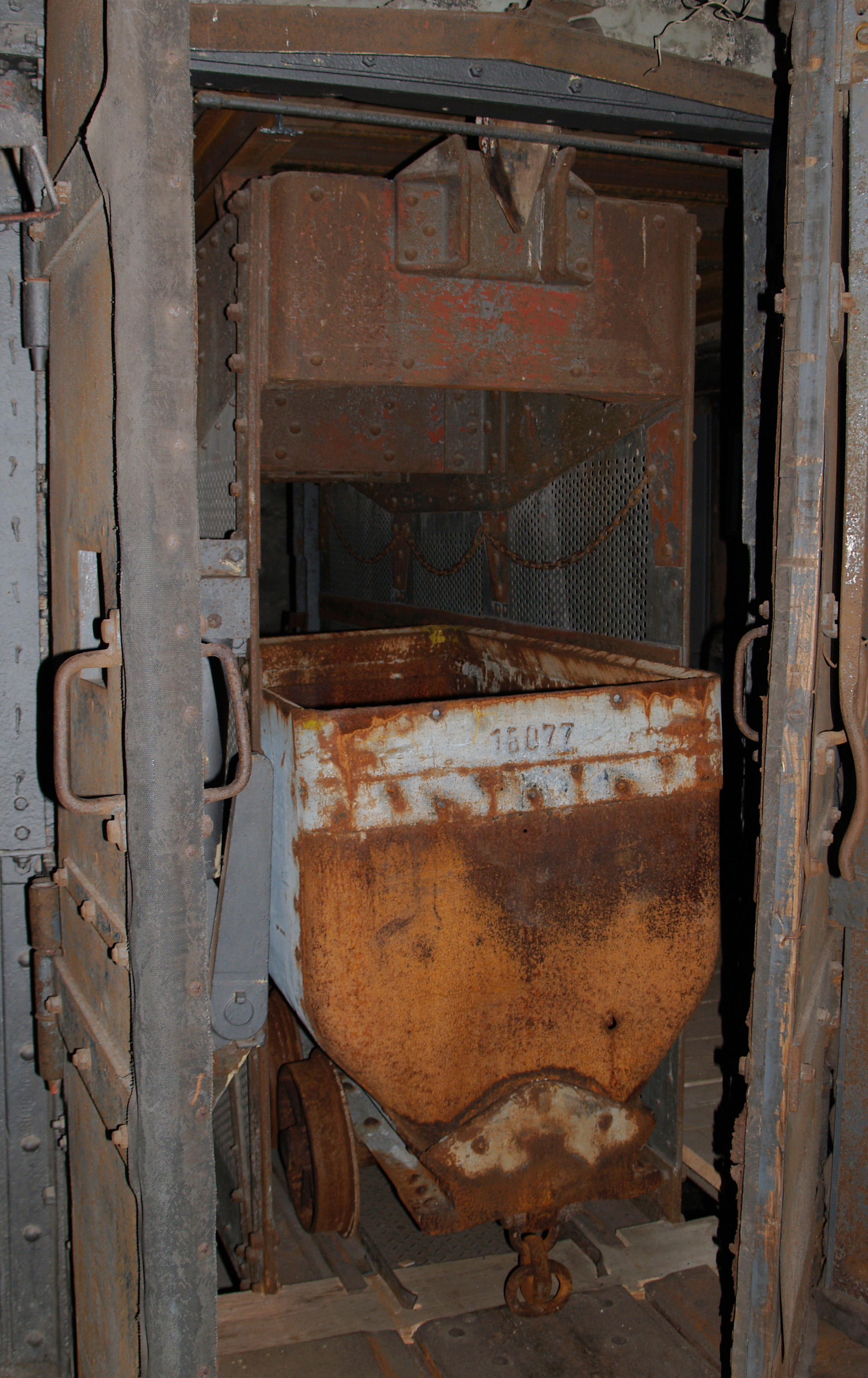
Beladenes Fördergestell

Als Gestellförderung bezeichnet man im Bergbau eine Art der Schachtförderung. Hierbei werden die bei der Streckenförderung verwendeten Förderwagen auf ein Fördergestell aufgeschoben und mit diesem durch den Schacht gefördert. Bei der Gestellförderung handelt es sich um eine diskontinuierliche Förderung. Sie ist eine gute Mehrzweckförderung, die für den Mehrsohlenbetrieb geeignet ist.

## Grundlagen
Bei der Gestellförderung hängen die Fördergestelle am Förderseil und werden über dieses durch die Fördermaschine bewegt. Bei dieser Art der Schachtförderung beträgt die Totlast etwa 65 Prozent und Nutzlast etwa 35 Prozent. Es gibt Fördergestelle mit einer oder mit mehreren Etagen. Es gibt auch Gestellförderungen, bei denen mehrere Förderwagen auf einen Gestellboden aufgeschoben werden können. Die Wagen werden dann nebeneinander oder hintereinander auf den Tragboden geschoben. Mit solchen Gestellförderungen kann eine größere Nutzlast durch den Schacht bewegt werden. Das Verhältnis zwischen der Totlast und der Nutzlast wird dadurch verbessert. Allerdings sind für diese Gestellförderungen größere Schachtdurchmesser erforderlich als für eine Gefäßförderung mit gleicher Leistung. Mit der Gestellförderung lässt sich am besten die Seilfahrt durchführen.

## Schachtbeschickung

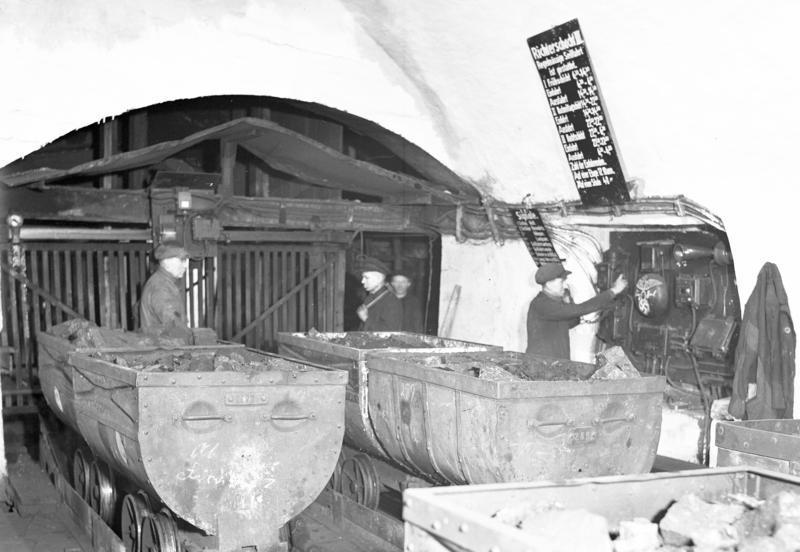
Gestellförderung im Füllort

Bei der Gestellförderung können die Fördergestelle ein- oder zweiseitig beschickt werden. Bei der einseitigen Beschickung werden die Förderwagen von einer Seite aus vom Fördergestell abgeschoben und auch von derselben Seite wieder aufgeschoben. Bei der zweiseitigen Beschickung werden die Förderwagen auf der einen Seite auf den Förderkorb aufgeschoben und der auf dem Gestell befindliche Wagen wird auf der gegenüberliegenden Seite abgeschoben. Diese Form der Schachtbeschickung wird als Durchschiebeförderung bezeichnet. Während die einseitige Förderung nur bei schwacher Förderung verwendet wird, kommt die Durchschiebeförderung bei Massenförderung zum Einsatz. Die Schachtbeschickung benötigt etwa 45 Prozent der Förderzeit jedes Förderspiels.
Bei der Beschickung der einzelnen Tragböden gibt es drei Möglichkeiten, die Wagen ab- bzw. aufzuschieben. Entweder wird jeder Tragboden einzeln und nacheinander beschickt, alle Tragböden werden gleichzeitig beschickt oder die Tragböden werden gruppenweise beschickt. Bei der gleichzeitigen und bei der gruppenweisen Beschickung der Tragböden müssen die Hängebank und das Füllort entsprechend mit Bühnen und einem dazugehörigen Wagenumlauf ausgestattet sein. Werden die Tragböden einzeln beschickt, so muss das Fördergestell umgesetzt werden. Durch Stockungen bei der Zufuhr am Füllort bzw. auf der Hängebank kommt es zu Wartezeiten und Förderausfall.
Beim Umsetzen gibt es zwei Bedienungsverfahren, das deutsche und das amerikanische Bedienungsverfahren. Beim deutschen Bedienungsverfahren wird auf der Hängebank zuerst der unterste Gestelltragboden beschickt, danach die weiteren Tragböden. Im Füllort wird somit zuerst der oberste Tragboden beschickt. Beim amerikanischen Bedienungsverfahren verläuft es umgekehrt. Beim deutschen Bedienungsverfahren ist die Gefahr des Übertreibens größer als beim amerikanischen Bedienungsverfahren. Damit die Wagen von der Sohle auf den Tragboden geschoben werden können, muss das Fördergestell entweder auf eine Aufsetzvorrichtung aufgesetzt oder mittels einer Schwingbühne beschickt werden. Bei der Beschickung mittels Aufsetzvorrichtung besteht die Gefahr, dass das Fördergestell bei jedem Aufsetzvorgang gestaucht wird.

## Anwendung
Die Gestellförderung wurde überwiegend im Steinkohlenbergbau bei der Schachtförderung verwendet. Dies lag zunächst daran, dass man bestrebt war möglichst viel Stückkohle zu Tage zu fördern. Da die beladenen Förderwagen am Schacht nicht mehr in den Fördergutträger umgeladen werden müssen, werden die Kohlenstücke auch nicht weiter zerkleinert. Allerdings spielen diese Anforderungen heute keine große Rolle mehr, da es in der heutigen Zeit kaum noch Preisunterschiede zwischen der Stück- und der Feinkohle gibt. Durch den wegfallenden Umladevorgang vermeidet man auch eine weitere Staubbildung. Außerdem förderten viele Ruhrgebietszechen mehrere Kohlenarten, die jeweils einem separaten Strang in der Kohlenwäsche zugeteilt werden mussten. Dieses ist durch die Gestellförderung leichter zu handhaben. Eine Sonderform der Gestellförderung wurde im amerikanischen Bergbau bei tiefen Schächten angewendet. Bei dieser, als Tandemförderung bezeichneten, Gestellförderung hingen zwei Fördergestelle an einem Seil. In der Schachtmitte wurden die Wagen auf einer Zwischensohle gewechselt.